# Земља се окреће
„Земља се окреће” је шести албум Бубе Мирановић, издат 1996. године. 

## Списак песама
1. Земља се окреће 
(А. Милић - М. Туцаковић)
2. У длан су ми гледали 
(А. Милић - М. Туцаковић)
3. Маска љубави 
(А. Милић - М. Туцаковић)
4. Женска памет 
(А. Милић - М. Туцаковић)
5. Попићу те као лек 
(А. Милић - М. Туцаковић)
6. Делујеш опасно 
(Ђ. Радоњић - Војка Р.)
7. У зао час рођена 
(А. Милић - М. Туцаковић)
8. Одлази с кишом 
(А. Милић - М. Туцаковић)
9. Због тебе никог не дирам 
(А. Милић - М. Туцаковић)